# 巢斑石斑魚
巢斑石斑魚，為輻鰭魚綱鱸形目鱸亞目鮨科的其中一種，分布於東印度洋區，包括印度南部、斯里蘭卡、印尼南部海域，棲息深度1-30公尺，體長可達32公分，生活在水淺的珊瑚礁、岩礁海域，為底棲性魚類，屬肉食性，可做為食用魚。

## 擴展閱讀
維基物種上的相關：巢斑石斑魚